# Przyjaciel Ludu Łecki
Przyjaciel Ludu Łecki – pismo wydawane nieregularnie w latach 1842–1850 w Ełku pod redakcją Gustawa Gizewiusza i Marcina Giersza. Ogółem ukazały się 24 numery czasopisma.

## Historia
Tematyka i cele pisma zostały wymienione na karcie tytułowej. Były to:

1. rzeczy religijne i moralne, do oświecania i ćwiczenia w obyczajach dobrych, 2. ekonomiczne, gospodarstwa rolniczego i domowego się tyczące, o chowaniu bydła, koni, pszczół, o sadach, szczepach itd., 3. o pielęgnowaniu zdrowia, 4. inne pospolitej pożyteczności, rzeczy zabawne, o wychowaniu dziatek, o dziejach ojczystych, historii naturalnej i fizyczne naprzeciw zabobonów itd.

Zgodnie z przyjętym programem, pismo publikowało porady praktyczno-gospodarskie, artykuły moralizatorskie piętnujące wady i nałogi chłopskie (m.in. pijaństwo), popularyzujące nauki kościelne i wiadomościami z kraju i świata. Na łamach ukazywały się również przedruki utworów Jana Kochanowskiego, Franciszka Karpińskiego, Mikołaja Reja, Wojciecha Bogusławskiego, Antoniego Czajkowskiego i innych polskich poetów, a także przekłady wierszy niemieckich, anonimowe bajki, przypowieści i przysłowia. Oprócz Gizewiusza i Giersza pisali do gazety m.in. Krzysztof Celestyn Mrongowiusz i Jan Marczówka.
Kres wydawnictwu przyniosła klęska głodu z roku 1845. Wydawcy zdecydowali się wówczas przekazać wszystkie posiadane środki na akcję pomocy głodującym, co spowodowało upadek tytułu.